# Ванюшкина, Виктория Владимировна
Виктория Владимировна Ванюшкина (Щербакова) (14 октября 1966, Москва — 24 ноября 2013, Москва) — русская переводчица с итальянского, английского и французского языков, публицист, блогер.

## Биография
Окончила 56-ю московскую школу на Кутузовском проспекте (сейчас школа имени академика В. А. Легасова) в 1983 году. Переводами с итальянского начала заниматься с середины 80-х, распространяя в самиздате. В перестроечные годы Ванюшкина примыкала к одной из ветвей ультраправой организации «Память». В 1995 член общественной редколлегии (отдел переводов) журнала «Нация», разработчик дизайна и верстальщик. С 1996 по 1997 в составе общественной редколлегии газеты «Штурмовик», издаваемой Русским национальным союзом. В 2001—2004 годах входила в редакционную коллегию газеты «Правое сопротивление», издаваемую движением «Русское действие» (бывший РНС). С середины 2000-х занималась, в основном, переводами и общественной деятельностью.
Скончалась в возрасте 47 лет от язвенного кровотечения.

## Творчество
Переводила работы Юлиуса Эволы, Рене Генона, Хосе Антонио Примо де Риверы, Мирча Элиаде, Алена де Бенуа, Гвидо де Джорджо, Николая Лосского, Же Патрика, Леона Дегрелля, Эдоардо Лонго, Жана Робена (фр.), Филиппа Паруа и др. Наибольшую известность получила как переводчик и популяризатор трудов Юлиуса Эволы: «Люди и руины», «Оседлать тигра», «Лук и булава», «„Рабочий“ в творчестве Эрнста Юнгера», «Фашизм: критика справа» и др. В последние годы работала над переводом основополагающего труда Эволы «Восстание против современного мира». Перевела с итальянского языка работы Антонио Менегетти по психологии и философии: «Учебник по онтопсихологии», «Образ и бессознательное», «Рождение „Я“». С середины 1980-х годов участвовала в правом движении. Осенью 1993 года принимала участие в октябрьских событиях на стороне Верховного совета. Публиковала статьи и переводы в газетах: «Завтра», «Эра России», «Философская газета», «Штурмовик», журналах: «Волшебная гора», «Нация. Журнал русских новых правых», «Золотой лев. Издание русской консервативной мысли», «Реванш», «Наследие предков», «Европеецъ», «Кровь и дух: Вопросы ариософии», «ULTIMA THULE» и др.

## Основные работы
1995 год
- Без автора Белое Сопротивление [Перевод с английского В. В. Ванюшкиной] // Штурмовик. М., 1995. № 6(7). С. 3.
- Бенуа Ален де Загадка Гитлера [Перевод с французского В. В. Ванюшкиной] // Нация. Журнал русских новых правых. М., 1995. № 1. С. 27-34
- Ванюшкина В. В. Время задавать вопросы // Нация. Журнал русских новых правых. М., 1995. № 1. С. 36.
- Ванюшкина В. В. Иной путь // Эра России. М., 1995. № 8. С. 3-5
- Ванюшкина В. В. Иной путь // Русская перспектива. Сборник статей. М., 1995. С. 8-9 [Перепечатка из газеты: «Эра России». 1995. № 8].
- Ванюшкина В. В. «Дума об антифашизме» // Эра России. М., 1995. № 9. С. 7
- Ванюшкина В. В. Об эзотериках, оккультистах и прочей дряни… // Штурмовик. М., 1995. № 11(12). С. 4.
- Хосе Антонио Примо Де Ривера Основные элементы либерального государства [Перевод с английского В. В. Ванюшкиной] // Штурмовик. М., 1995. № 5(6). С. 3.
- Эвола Юлиус Евреи и математика [Перевод с итальянского В. В. Ванюшкиной] // Эра России. М., 1995. № 8. С. 6-7.
- Эвола Юлиус Ориентация [Перевод с итальянского и публикация В. В. Ванюшкиной] // Наследие предков. Журнал правой перспективы. М., 1995. № 1. С. 21-26.
- Эвола Юлиус Фашизм с точки зрения правых [фрагмент из книги Ю. Эволы «Фашизм: критика справа»] [Перевод с итальянского В. В. Ванюшкиной] // Нация. Журнал русских новых правых. М., 1995. № 1. С. 9-14.
- Элиаде Мирча Обряды и символы инициации [фрагмент из книги «Ритуалы и символы инициации»] [Перевод с английского В. В. Ванюшкиной] // Нация. Журнал русских новых правых. М., 1995. № 1. С. 15-19

1996 год
- Без автора Бог живёт только в гордых сердцах [Перевод с английского В. В. Ванюшкиной] // Штурмовик. М., 1996. № 5(17). С. 3.
- Бенуа Ален де Юлиус Эвола [Перевод с французского В. В. Ванюшкиной] [начало]// Штурмовик. М., 1996. № 7/8(19/20) [сдвоенный]. С. 4.
- Бенуа Ален де Юлиус Эвола [Перевод с французского В. В. Ванюшкиной] [окончание]// Штурмовик. М., 1996. № 9(21).
- Ванюшкина В. В. …Минус электрификация всей страны // Штурмовик. М., 1996. № 3(15). С. 4.
- Ванюшкина В. В. Адольф Гитлер и русские националисты // Штурмовик. М., 1996. № 7/8(19/20) [сдвоенный]. С. 8.
- Ванюшкина В. В. Красное и коричневое [начало] // Штурмовик. М., 1996. № 14(26). С. 8.
- Ванюшкина В. В. Красное и коричневое [продолжение] // Штурмовик. М., 1996. № 16(28). С. 4.
- Ванюшкина В. В. Красное и коричневое [окончание] // Штурмовик. М., 1996. № 17(29). С. 4.
- Ванюшкина В. В. Рождение фашизма // Штурмовик. М., 1996. № 6(18). С. 4.
- Ванюшкина В. В. Русские новые правые // Нация. Журнал русских новых правых. М., 1996. № 2. С. 35.
- Дегрелль Леон  Если бы Гитлер победил [фрагмент из книги] [Перевод с французского В. В. Ванюшкиной] // Штурмовик. М., 1996. № 13(25). С. 4.
- Муссолини Б. Доктрина фашизма. [Перевод с итальянского В. В. Ванюшкиной]. М.[?], 1996.
- Эвола Юлиус К черту всех буржуев! [фрагмент из книги Ю. Эволы «Люди и руины»] [Перевод с французского В. В. Ванюшкиной] // Штурмовик. М., 1996. № 20(32). С. 2.
- Эвола Юлиус Увлечение маоизмом [фрагмент из книги Ю. Эволы «Люди и руины»] [Перевод с французского В. В. Ванюшкиной] // Штурмовик. М., 1996. № 14(26). С. 5.
- Эвола Юлиус Большевизм и американизм [Перевод с итальянского В. В. Ванюшкиной] // Нация. Журнал русских новых правых. М., 1996. № 2. С. 29-34..

1997 год
- Ванюшкина В. В. Призрак бродит по Европе // Штурмовик. М., № 3(35). С. 8.
- Менегетти Антонио Учебник по онтопсихологии / Перевод с итальянского. М., 1997[6].

1999 год
- Ванюшкина В. В. Кто такие правые // Правое сопротивление. М., 1999. № 1(1).
- Ванюшкина В. В. Консерватизм с точки зрения правых // Правое сопротивление. М., 1999. № 2(2).
- Лонго Эдоардо Метаполитическая реакция: «расовый гнозис» [перевод c итальянского В. В. Ванюшкиной // Золотой лев. Издание русской консервативной мысли. М., 1999. № 7/8 [сдвоенный]. С. 53-57.

2000 год
- Ванюшкина В. В. Что век грядущий нам готовит // Правое сопротивление. М., 2000. № 1(3). С. 3.
- Щербакова Виктория [Ванюшкина В. В.] Скромное обаяние Совдепа // Правое сопротивление. М., 2000. № 1(3). С. 6.
- Ванюшкина В. В. Человек и мир // Правое сопротивление. М., 2000. № 2(4). С. 6.
- Ванюшкина В. В. Футбол, как зеркало расового смешения // Правое сопротивление. М., 2000. № 3(5). С. 8.
- Аскетическое легионерство. Интервью Ю. Эволы с главой Железной гвардии [Перевод с итальянского В. В. Ванюшкиной] // Правое сопротивление. М., 2000. № 3(5). С. 5.
- Менегетти Антонио Образ и бессознательное: Учебное пособие по интерпретации образов и сновидений / Перевод с итальянского М., 2000[6].
- Менегетти Антонио Рождение «Я» М., 2000[?][6]
- Эвола Юлиус Предисловие к итальянскому изданию романа [перевод c итальянского В. В. Щербаковой][7] // Майринк Г. Ангел Западного окна: Роман / Перевод с немецкого В. Крюкова; Комментарии В. Крюкова, Л. Винаровой]. М.: Ладомир, 2000. С. 371—376. Тираж 4000 экз. ISBN 5-86218-372-8 (т. 3) ISBN 5-86218-369-8.

2001 год
- Madhouse Britain. Британский дурдом (по материалам журнала «Spearhead») [Перевод с английского и литературная обработка В. Ванюшкиной и К. Касимовского] // Правое сопротивление. М., 2001. № 2. С. 5.
- Ванюшкина В. В. Хомо консуматорис // Правое сопротивление. М., 2001. № 3. С. 8.
- Ванюшкина В. В. Юлиус Эвола: идеи и книги // Философская газета. М., 2001. № 1(2). С. 9.
- Генон Рене Обычай против традиции (главы из книги) [Перевод с французского В. В. Ванюшкиной] // Иначе. М., 2001. С. 12-14.
- Фрэнк Кимбл Джонсон Настоящий патриот [Перевод с английского В. В. Ванюшкиной] // Правое сопротивление. М., 2001. № 2. С. 5.
- Эвола Юлиус Традиция и тоталитаризм (из книги «Фашизм с точки зрения правых») [Перевод с итальянского В. В. Ванюшкиной] // Правое сопротивление. М., 2001. № 1. С. 7.
- Эвола Юлиус Хайдеггер: бегство вперед и «Бытие — к — смерти». Крах экзистенциализма Бога [фрагмент из книги Ю. Эволы «Оседлать тигра»] [Перевод с французского В. В. Ванюшкиной] // Философская газета. М., 2001. № 1(2). С. 1 [начало]. С. 8. [окончание].
- Эвола Юлиус Революция — контрреволюция — традиция [Фрагмент из книги «Люди и руины». Перевод с итальянского В. В. Ванюшкиной] // Правое сопротивление. 2001. М., № 1(6)
- Эвола Юлиус Государство и мужественность [Фрагмент из книги «Люди и руины». Перевод с итальянского В. В. Ванюшкиной] // Правое сопротивление. 2001. М., Март.

2002 год
- Ванюшкина В. В. «Стихийный традиционалист» Гвидо де Джорджио // Волшебная гора: Философия. Эзотеризм. Культурология. М., 2002. Т. VIII. С. 340—344.
- Ванюшкина В. В. Краткая биография Юлиуса Эволы // Чёрный корпус. Альманах. М.: Издание Опричного братства св. Преп. Иосифа Волоцкого. М., 2002. № 1.
- Джорджио Гвидо де Двуликий символ Януса и тайное имя Рима [Перевод с итальянского В. В. Ванюшкиной] // Волшебная гора: Философия. Эзотеризм. Культурология. М., 2002. Т. VIII. С. 345—355.
- Джорджио Гвидо де Рене Генон: в поисках Бога [Перевод с французского В. В. Ванюшкиной] // Волшебная гора: Философия. Эзотеризм. Культурология. М., 2002. Т. VIII. С. 356—358.
- Лонго Эдоардо Матаполитическая реакция: «расовый гнозис» [перевод c итальянского В. В. Ванюшкиной] // Царский Опричник. М., 2002. № 4(28).
- Письма Рене Генона к Гвидо де Джорджио (20 ноября 1925 г. — 10 февраля 1930 г.) [Перевод В. В. Ванюшкиной, переводчик в конце текста не обозначен] // Волшебная гора: Философия. Эзотеризм. Культурология. М., 2002. Т. VIII. С. 359—375.
- Эвола Юлиус Двойной аспект безымянности. [глава из книги «Оседлать тигра», перевод с французского В. В. Ванюшкиной] // Чёрный корпус. Альманах. М.: Издание Опричного братства св. Преп. Иосифа Волоцкого. 2002. № 1.
- Эвола Юлиус Ориентации [Перевод с итальянского В. В. Ванюшкиной] // Чёрный корпус. Альманах. М.: Издание Опричного братства св. Преп. Иосифа Волоцкого. 2002. № 1.
- Эвола Юлиус Верховная власть — Авторитет — Империя [Глава II из книги «Les hommes au milieu des ruines» — «Люди и руины»] [Перевод с французского В. В. Ванюшкиной] // Царский Опричник. М., 2002. № 2(26)
- Ванюшкина В. В. Юлиус Эвола, воин Традиции [биографический очерк] // Эвола Юлиус Люди и руины [Перевод с итальянского, предисловие В. В. Ванюшкиной]. М.: МОО «Русское Стрелковое Общество», 2002. С. 5—12
- Эвола Юлиус Люди и руины [Перевод с итальянского, предисловие В. В. Ванюшкиной]. М.: МОО «Русское Стрелковое Общество», 2002. — 288 с. Тираж не указан.

2004 год
- Ванюшкина В. В. Иной путь [перепечатка] // Европеецъ. М., 2004. № 3(6). С. 13-15.
- Генон Рене Инициация и духовная реализация (главы из книги) [Перевод с французского В. В. Ванюшкиной] // ULTIMA THULE. М., 2004. [номер журнала не указан]. С. 1-7.
- Паруа Филипп Путешествие семьи Поло и Царство Пресвитера Иоанна [Перевод с французского В. В. Ванюшкиной] // Волшебная гора: Традиция. Религия. Культура. М., 2004. Т. IX. С. 200—205.
- Робен Жан Понятие контринициации у Ю. Эволы и Р. Генона [Перевод с французского В. В. Ванюшкиной] // Волшебная гора: Традиция. Религия. Культура. М., 2004. Т. IX. С. 158—165.
- Седгвик Марк Традиционализм в Иране [Перевод с английского В. В. Ванюшкиной] // Волшебная гора: Традиция. Религия. Культура. М., 2004. Т. IX. С. 115—126.
- Филипс-Юзвигг Екатерина «Немцы о русских» (Обзор мемуарной литературы периода Второй мировой войны) [Перевод В. В. Ванюшкиной] // Европеецъ. М., 2004. № 3(6). С. 27-28.
- Эвола Юлиус Евреи и математика [Перевод с итальянского В. В. Ванюшкиной] // Реванш. М., 2004. № 1. 2004. С. 28-31.
- Эвола Юлиус Тупики протеста [Фрагмент из книги «Оседлать тигра»] [Перевод с итальянского В. В. Ванюшкиной] // Завтра. М., 2004. № 21(548). С. 5.
- Эвола Юлиус Единая Европа [Перевод с итальянского В. В. Ванюшкиной] // «Кровь и дух»: Вопросы ариософии. М., 2004. № 2.

2005 год
- Аккар Ксавье Идентичность и теофания: Рене Генон (1886—1951) и Анри Корбен (1903—1978) [Перевод с французского В. В. Ванюшкиной] // Волшебная гора: Традиция. Религия. Культура. М., 2005. Т. Х. С. 108—126.
- Ванюшкина В. В.Об эзотериках, оккультистах и прочей дряни… [перепечатка] // ULTIMA THULE. М., 2005. № 3. С. 50.
- Ванюшкина В. В. Реакция // ULTIMA THULE. М., 2005. [номер журнала не указан]. С. 3-4.
- Эвола Юлиус «Рабочий» в творчестве Эрнста Юнгера [Перевод с итальянского В. В. Ванюшкиной]. СПб.: «Владимир Даль», 2005. — 192 с. Тираж 1500 экз. ISBN 5-93615-051-8.
- Эвола Юлиус Оседлать тигра [Перевод с итальянского В. В. Ванюшкиной]. СПб.: «Владимир Даль», 2005. — 512 с. Тираж 2100 экз. ISBN 5-93615-040-3 ISBN 88-272-1376-7 (итал.).
- Эвола Юлиус Фашизм: критика справа [Перевод с итальянского В. В. Ванюшкиной, Послесловие Е. В. Петрова]. М.: «РЕВАНШ», 2005. — 80 с., ил.

2006 год
- Зеботтендорф, Рудольф фон Прежде чем пришёл Гитлер[8]
- Лосский Николай, дьякон О богословии Владимира Лосского [Перевод с французского В. В. Ванюшкиной] // Волшебная гора: Традиция. Религия. Культура. М., 2006. Т. XII. С. 111—116.
- Патрик Жэ Искаженный Гермес. Обманчивость философии и неоспиритуализм по работам Рене Генона [Перевод с французского В. В. Ванюшкиной и Т. М. Фадеевой] // Волшебная гора: Традиция. Религия. Культура. М., 2006. Т. XII. С. 315—319.
- Эвола Юлиус Проблема вырождения [Перевод с итальянского В. В. Ванюшкиной] // «Кровь и дух»: Вопросы ариософии. М., 2006. № 3.

2007 год
- Эвола Юлиус Люди и руины. Критика фашизма: взгляд справа. Ориентации. [Перевод с итальянского В. В. Ванюшкиной][9]. М.: АСТ:АСТ МОСКВА: ХРАНИТЕЛЬ, 2007. — 445,[3] с. Тираж 3000 экз. ISBN 5-17-0390-82-3 (ООО «Издательство АСТ»). ISBN 5-9713-4353-X (ООО Издательство «АСТ МОСКВА»). ISBN 5-9762-1588-2 (ООО «ХРАНИТЕЛЬ»).

2008 год
- Эвола Юлиус Лицо и личина современного спиритуализма [Перевод с итальянского Виктории Ванюшкиной] (главы из книги)

2009 год
- Эвола Юлиус Лук и булава [Перевод с итальянского В. В. Ванюшкиной]. СПб.: «Владимир Даль», 2009. — 384 с. Тираж не указан. ISBN 978-5-93615-088-3.

2010—2013 годы
- Дегрелль Леон Воспоминания и размышления [Перевод с французского В. В. Ванюшкиной]. М.: Постоянно действующая Русско-Европейская Комиссия. Commission russo-europenne en fonctionnement permanent. М., 2011. — 132 с., ил.
- Эвола Юлиус Восстание против современного мира [Перевод с итальянского В. В. Ванюшкиной остался неоконченным и был завершен О. Молотовым и Е. Истоминой]. М.: Прометей, 2016. — 476 с.[10]

## Избранные публикации переводов в сети
- Генон Рене Инициация и духовная реализация (главы из книги) [Перевод с французского В. В. Ванюшкиной]
- Джорджио Гвидо де Дух расы и Раса духа [Сокращенный перевод с французского В. В. Ванюшкиной]
- Джорджио Гвидо де Римская традиция (главы из книги) [Перевод с французского В. В. Ванюшкиной]
- Лонго Эдоардо Метаполитическая реакция: «расовый гнозис» [перевод c итальянского В. В. Ванюшкиной]
- Труссон Патрик Сакральное и миф Архивная копия от 27 декабря 2013 на Wayback Machine [Перевод с французского В. В. Ванюшкиной]
- Эвола Юлиус Оседлать тигра [Перевод с итальянского В. В. Ванюшкиной]
- Эвола Юлиус Восстание против современного мира Julius Evola.Rivolta contro il mondo moderno, Edizioni Mediterranee: Roma, 1969 (Terza edizione riveduta) главы из книги [Перевод с итальянского В. В. Ванюшкиной, кроме I/20 — перевод А. Г. Дугина, и А. Шмакова]
- Эвола Юлиус История и антиистория [Перевод с итальянского В. В. Ванюшкиной]
- Эвола Юлиус Люди и руины [Перевод с итальянского В. В. Ванюшкиной]
- Эвола Юлиус Ориентации [Перевод с итальянского В. В. Ванюшкиной]
- Эвола Юлиус Последнее интервью [Перевод с итальянского В. В. Ванюшкиной]
- Эвола Юлиус Проблема вырождения [Сокращенный перевод с итальянского В. В. Ванюшкиной]
- Эвола Юлиус Тайная природа естественного права [Перевод с итальянского В. В. Ванюшкиной]
- Эвола Юлиус Умная глупость [Перевод с итальянского В. В. Ванюшкиной]
- Эвола Юлиус Экономическое Наваждение [Перевод с итальянского В. В. Ванюшкиной]
- Эвола Юлиус Лицо и личина современного спиритуализма [Перевод с итальянского В. В. Ванюшкиной]